# Brice Dja Djédjé
Brice Dja Djédjé (ur. 12 grudnia 1990 w Aboudé) – iworyjski piłkarz francuskiego pochodzenia występujący na pozycji obrońcy w angielskim klubie Watford oraz w reprezentacji Wybrzeża Kości Słoniowej. Wychowanek Paris Saint-Germain, w swojej karierze grał także w takich zespołach jak Evian oraz Olympique Marsylia. Brat Francka Dja Djédjé.